# Sergio Pérez de Arce
Sergio Hernán Pérez de Arce Arriagada SSCC (ur. 26 sierpnia 1963 w Quillota) – chilijski duchowny rzymskokatolicki, sercanin biały, w latach 2020-2024 biskup Chillán, od 2024 arcybiskup Concepción. 

## Życiorys
Urodził się 26 sierpnia 1963 w Quillota w Chile.
2 marca 1985 złożył śluby w zakonie Sercan białych, 15 grudnia 1990 otrzymał święcenia kapłańskie. Przez wiele lat pracował w zakonnych kolegiach. W 2005 wybrany przełożonym chilijskiej prowincji zakonnej, a po złożeniu tego urzędu został skierowany w charakterze rektora do kościoła Serca Jezusowego w Valparaiso.
21 września 2018 został mianowany administratorem apostolskim sede vacante Chillán. 5 lutego 2020 został mianowany biskupem i pełnoprawnym ordynariuszem diecezji. Święceń biskupich udzielił mu 11 lipca 2020 abp Alberto Ortega Martín. 16 maja 2024 został przeniesiony na urząd arcybiskupa Concepción. 